# Оприсавці
Оприсавці (хорв. Oprisavci) — населений пункт і громада в Бродсько-Посавській жупанії Хорватії.

## Населення
Населення громади за даними перепису 2011 року становило 2508 осіб. Населення самого поселення становило 886 осіб.
Динаміка чисельності населення громади:
Динаміка чисельності населення центру громади:

## Населені пункти
Крім поселення Оприсавці, до громади також входять: 
- Новий Град
- Полянці
- Прнявор
- Стружани
- Свилай
- Трнянські Кути
- Золяни

## Клімат
Середня річна температура становить 11,13 °C, середня максимальна – 25,78 °C, а середня мінімальна – -6,29 °C. Середня річна кількість опадів – 748 мм.
| Клімат поселення                              | Клімат поселення | Клімат поселення | Клімат поселення | Клімат поселення | Клімат поселення | Клімат поселення | Клімат поселення | Клімат поселення | Клімат поселення | Клімат поселення | Клімат поселення | Клімат поселення | Клімат поселення |
| Показник                                      | Січ.             | Лют.             | Бер.             | Квіт.            | Трав.            | Черв.            | Лип.             | Серп.            | Вер.             | Жовт.            | Лист.            | Груд.            |                  |
| Середній максимум, °C                         | 6,08             | 8,42             | 13,02            | 17,63            | 22,74            | 25,78            | 25,69            | 24,98            | 20,93            | 15,57            | 9,72             | 5,66             |                  |
| Середня температура, °C                       | −0,09            | 2,20             | 6,81             | 11,45            | 16,54            | 19,58            | 21,45            | 20,74            | 16,68            | 11,30            | 5,50             | 1,40             |                  |
| Середній мінімум, °C                          | −6,29            | −3,96            | 0,64             | 5,26             | 10,35            | 13,40            | 17,20            | 16,50            | 12,42            | 7,06             | 1,22             | −2,84            |                  |
| Норма опадів, мм                              | 48               | 48               | 44               | 56               | 69               | 96               | 67               | 61               | 54               | 68               | 76               | 61               |                  |
| Середньомісячна швидкість вітру, м/с          | 1.84             | 2.10             | 2.40             | 2.30             | 2.10             | 1.90             | 1.90             | 1.70             | 1.70             | 1.70             | 1.80             | 1.90             |                  |
| Середньомісячна сонячна радіація, кДж/м²·день | 4317             | 6998             | 10982            | 15307            | 19183            | 21163            | 22187            | 20531            | 14971            | 9302             | 4870             | 3633             |                  |
| --------------------------------------------- | ---------------- | ---------------- | ---------------- | ---------------- | ---------------- | ---------------- | ---------------- | ---------------- | ---------------- | ---------------- | ---------------- | ---------------- | ---------------- |
| Джерело:                                      |                  |                  |                  |                  |                  |                  |                  |                  |                  |                  |                  |                  |                  |